# Maeva (actriz)
Maeva (Bourges, Francia; 1968) es el nombre artístico de una actriz pornográfica francesa que trabajó principalmente en los años 1990.

## Filmografía selecta
| Año  | Título                 | Papel                                                 |
| ---- | ---------------------- | ----------------------------------------------------- |
| 1994 | Drácula                | hermana mediana                                       |
| 1994 | El perfume de Mathilde | la tía Ana                                            |
| 1994 | Citizen Shane          | invitada en la fiesta, entrevistada por la periodista |
| 1994 | Draghixa con X         |                                                       |